# Unterseeboot 663
L'Unterseeboot 663 ou U-663 est un sous-marin allemand (U-Boot) de type VIIC utilisé par la Kriegsmarine pendant la Seconde Guerre mondiale.
Le sous-marin fut commandé le 15 août 1940 à Hambourg (Howaldtswerke Hamburg AG), sa quille fut posée le 31 mars 1941, il fut lancé le 26 mars 1942 et mis en service le 14 mai 1942, sous le commandement du Kapitänleutnant Heinrich Schmid.
Il fut coulé en mai 1943 dans l'Atlantique Nord par l'aviation australienne.

## Conception
Unterseeboot type VII, l'U-663 avait un déplacement de 769 tonnes en surface et 871 tonnes en plongée. Il avait une longueur totale de 67,10 m, un maître-bau de 6,20 m, une hauteur de 9,60 m et un tirant d'eau de 4,74 m. Le sous-marin était propulsé par deux hélices de 1,23 m, deux moteurs diesel Germaniawerft M6V 40/46 de 6 cylindres en ligne de 1400 cv à 470 tr/min, produisant un total de 2 060 à 2 350 kW en surface et de deux moteurs électriques Siemens-Schuckert GU 343/38-8 de 375 cv à 295 tr/min, produisant un total 550 kW, en plongée. Le sous-marin avait une vitesse en surface de 17,7 nœuds (32,8 km/h) et une vitesse de 7,6 nœuds (14,1 km/h) en plongée. Immergé, il avait un rayon d'action de 80 milles marins (150 km) à 4 nœuds (7,4 km/h; 4,6 milles par heure) et pouvait atteindre une profondeur de 230 m. En surface son rayon d'action était de 8 500 milles nautiques (soit 15 700 km) à 10 nœuds (19 km/h). 
L'U-663 était équipé de cinq tubes lance-torpilles de 53,3 cm (quatre montés à l'avant et un à l'arrière) qui contenaient quatorze torpilles. Il était équipé d'un canon de 8,8 cm SK C/35 (220 coups) et d'un canon antiaérien de 20 mm Flak. Il pouvait transporter 26 mines TMA ou 39 mines TMB. Son équipage comprenait 4 officiers et 40 à 56 sous-mariniers.

## Historique
Il reçut sa formation de base au sein de la 5. Unterseebootsflottille jusqu'au 30 septembre 1942, il intégra sa formation de combat dans la 11. Unterseebootsflottille et dans la 9. Unterseebootsflottille à partir du 1er novembre 1942.
Sa première patrouille est précédée par un court trajet de Kiel à Bergen. Elle commence réellement le 5 novembre 1942 au départ de Bergen pour opérer en mer de Norvège et dans l'Atlantique Nord. Il commence par patrouiller vers le nord jusqu'à l'île Jan Mayen. Il prend ensuite la direction du sud et longe la côte du Groenland pour se diriger dans une zone située au large de Terre-Neuve. C'est dans cette zone qu'il coule un navire marchand britannique du convoi SC-110, qui appareillait de New York le 17 novembre 1942 et arriva à Liverpool le 6 décembre. Ce fut la seule perte du convoi. Après 57 jours en mer, il rejoint son port d'attache de Brest qu'il atteint le 31 décembre 1942.
Le sous-marin reprend la mer le 4 mars 1943, cependant il rentre 3 jours après pour une raison inconnue. Il repart 4 jours plus tard pour patrouiller au sud-est du cap Farvel. Le 17 mars 1943, l'U-338 repère le convoi SC 122, qui appareillait de New York le 5 mars 1943. Ce convoi est rejoint le 9 mars par les navires venant de Halifax et le 12 mars par un navire venant de Saint-Jean de Terre-Neuve. Dans l'intervalle, une tempête lui fait perdre une partie de ses effectifs, forcé de rentrer au port. Il suit le même itinéraire que le HX 229 et subit à partir du 17 mars les attaques du même groupe d'U-Boote. Les deux convois fusionnent pour tenter de repousser l'assaut général. Le 18 mars à 15 h 40, l'U-663 torpille un navire marchand britannique traînard du convoi, qui coule immédiatement à environ 700 miles au sud-ouest du cap Farvel, emportant la totalité des 53 membres d'équipage. L'U-663 rentre en France, en augmentant ses résultats de 2 navires coulés pour un total de 10 924 tonneaux. Au cours de cette mission, Heinrich Schmid est promu Korvettenkapitän le 1er mai 1943. 
Sa troisième et ultime patrouille commence le 5 mai 1943 au départ de Brest. Après seulement deux jours de mer, le submersible est attaqué dans le golfe de Gascogne à l'ouest de Saint-Nazaire, par un Sunderland australien du No. 10 Squadron RAAF qui réussit à larguer ses charges de profondeur à proximité du sous-marin. Cette attaque provoque de sérieux dommages.
L'U-663 a envoyé son dernier message radio à 3 h 16 le 8 mai 1943 à la position approximative 46° 50′ N, 10° 00′ O, demandant de l'aide et indiquant ses graves dommages subis la veille. L'U-boot disparut corps et biens et n'a pas pu être localisé par les avions de la Luftwaffe envoyés à son secours, il a probablement sombré en raison des dommages structurels subis.
Les 49 membres d'équipage décédèrent dans cette attaque.

## Affectations
- 5. Unterseebootsflottille du 14 mai 1942 au 30 septembre 1942 (Période de formation).
- 11. Unterseebootsflottille du 1er octobre 1942 au 31 octobre 1942 (Unité combattante).
- 9. Unterseebootsflottille du 1er novembre 1942 au 8 mai 1943 (Unité combattante).

## Commandement
- Korvettenkapitän Heinrich Schmid du 14 mai 1942 au 8 mai 1943.

## Patrouilles
|       | Commandant              | Départ          | Départ | Arrivée          | Arrivée | Jours    | Succès   |
| ----- | ----------------------- | --------------- | ------ | ---------------- | ------- | -------- | -------- |
|       | Kptlt. Heinrich Schmid  | 8 octobre 1942  | Kiel   | 13 octobre 1942  | Bergen  | 6 jours  |          |
| 1     | Kptlt. Heinrich Schmid  | 5 novembre 1942 | Bergen | 31 décembre 1942 | Brest   | 57 jours | 5 170    |
| 2     | Kptlt. Heinrich Schmid  | 4 mars 1943     | Brest  | 6 mars 1943      | Brest   | 3 jours  |          |
| L     | Kptlt. Heinrich Schmid  | 10 mars 1943    | Brest  | 4 avril 1943     | Brest   | 26 jours | 5 754    |
| 3     | KrvKpt. Heinrich Schmid | 5 mai 1943      | Brest  | 8 mai 1943       | Coulé   | 4 jours  |          |
| Total | Total                   | Total           | Total  | Total            | Total   | 96 jours | 10 924 t |

Notes : Kptlt. = Kapitänleutnant - KrvKpt. = Korvettenkapitän

### Opérations Wolfpack
L'U-663 opéra avec les Wolfpacks (meute de loups) durant sa carrière opérationnelle :
- Drachen (22 novembre – 3 décembre 1942)
- Panzer (3-9 décembre 1942)
- Büffel (9-14 décembre 1942)
- Seeteufel (21-30 mars 1943)

## Navires coulés
L'U-663 coula 2 navires marchands totalisant 10 924 tonneaux au cours des 3 patrouilles (96 jours en mer) qu'il effectua.
| Date             | Nom                | Nationalité | Tonnage | Convoi | Fait  | Localisation         |
| ---------------- | ------------------ | ----------- | ------- | ------ | ----- | -------------------- |
| 26 novembre 1942 | Barberrys          | Royaume-Uni | 5 170   | SC-110 | Coulé | 50° 36′ N, 47° 10′ O |
| 18 mars 1943     | Clarissa Radcliffe | Royaume-Uni | 5 754   | SC-122 | Coulé | 52° 21′ N, 27° 15′ O |